# 白壁征夫
白壁 征夫（しらかべゆきお、1943年9月3日 - ）は、日本の医師、医学博士。専門は、形成外科、美容外科。美容外科医院「サフォ・クリニック」院長。

## 人物
大阪府出身。1969年、東京医科大学を卒業。山王病院部長などを経て、1999年に美容外科医院を開業した。
日本臨床形成美容外科医会、及び日本美容外科学会の会長を歴任したほか、幾つかの受賞歴がある。

## 経歴
- 1965年：　美容師免許取得
- 1969年：　東京医科大学卒業
- 1969年：　東京医科大学病院整形外科形成班入局
- 1979年：　大阪白壁美容外科院長就任
- 1986年：　ウォルター・スコット・ブラウン賞受賞
- 1988年：　東京　山王病院美容形成外科部長就任
- 1999年：　美容形成外科　サフォクリニック開業
- 1999年：　国際美容外科学会より教授に任命
- 2002年：　日本臨床形成美容外科医会　会長
- 2004年：　日本美容外科学会　会長
- 2009年：　「腫れないフェイスリフト」日本美容外科学会最優秀賞受賞
- 2014年：　福岡大学臨床教授就任